# Lil Yachty
Miles Parks McCollum, művésznevén Lil Yachty (Mableton, 1997. augusztus 23. –) amerikai rapper, énekes, lemezproducer és dalszerző.
2015-ben vált ismertté az interneten a Summer Songs című debütáló EP-ről származó One Night és Minnesota című kislemezdalával (Quavo, Skippa Da Flippa és Young Thug közreműködésével). 2016 márciusában adta ki debütáló mixtape-jét, a Lil Boatot. 2016 júniusában Yachty bejelentette, hogy közös lemezszerződést írt alá a Motown, a Capitol Records és a Quality Control Music cégekkel.
Yachty eddig négy stúdióalbumot adott ki, ezek közül az első a Teenage Emotions volt 2017-ben. Második és harmadik stúdióalbuma, a Lil Boat 2 és a Nuthin’ 2 Prove 2018-ban jelent meg, legújabb albuma, a Lil Boat 3 pedig 2020. május 29-én. 2020-ban mind a négy albuma a Billboard 200-as lista első 20 helyezettje között szerepelt, a Lil Boat 2 a második helyen végzett.
Yachty számos mixtape-et és EP-t is kiadott karrierje során.
Lil Yachty a DRAM 2016-os többszörös platinalemezes Broccoli és Kyle ISpy című dalaiban való közreműködéséről, excentrikus frizurájáról és optimista imázsáról is ismert. Yachtyt Grammy-díjra jelölték a "Broccoli" című dalban való közreműködéséért.

## Diszkográfia
- Teenage Emotions (2017)
- Lil Boat 2 (2018)
- Nuthin’ 2 Prove (2018)
- Lil Boat 3 (2020)
- Let’s Start Here (2023)
- Concrete Takeover (2024)